# 1655 Комас Сола
1655 Комас Сола (1655 Comas Solà) — астероїд головного поясу, відкритий 28 листопада 1929 року.
Тіссеранів параметр щодо Юпітера — 3,273.
Названий на честь іспанського каталонського астронома Хосе Комаса Соли, який і відкрив цей астероїд.